# Eileen Colgan
Pour les articles homonymes, voir Colgan.
Eileen Colgan, née le 20 janvier 1934 à Enniskerry et morte le 10 mars 2014, est une actrice irlandaise. Elle est essentiellement connue pour son rôle d'Esther Roche dans le feuilleton Fair City.
Sa carrière d'Eileen débute au théâtre à Dublin, avant qu'elle ne déménage à Londres, où elle travaille pour la télévision et la radio. Elle devient par la suite un membre récurrent de la compagnie théâtrale de l'Abbey Theatre à Dublin, où ses plus fameux rôles sont ceux de Molly Bloom dans la pièce Ulysses in Nighttown et de Mrs. Cafferty dans Mary Makebelieve.
Sur le petit écran, sa carrière connaît quelques rôles marquants dans des séries télévisées comme Vanity Fair, Glenroe et Fair City. Au cinéma, elle joue dans My Left Foot (1989), Parfum de scandale (1994), Le Secret de Roan Inish (1994) et Les Cendres d'Angela (1999).

## Filmographie

### Au cinéma
- 1970 : Quackser Fortune Has a Cousin in the Bronx : Betsy Bourke
- 1989 : My Left Foot  : Nan
- 1990 : Fools of Fortune de Pat O'Connor : Mrs Woodcombe
- 1992 : Horizons lointains : femme
- 1994 : Parfum de scandale : Mrs. Fogerty
- 1994 : Le Secret de Roan Inish : Tess
- 1999 : Les Cendres d'Angela : Philomena
- 2003 : Mystics : superviseur de la boutique
- 2005 : Tara Road : Nora
- 2008 : A Film with Me in It : voisine
- 2008 : I Sell the Dead : Maisey O'Connell

### Télévision
- 1964 : No Hiding Place (série télévisée) : Teresa O'Rourke (épisode The Point of Death)
- 1967 : Boy Meets Girl (série télévisée) : Catherine (épisode A High-Pitched Buzz)
- 1967 - 1968 : Thirty-Minute Theatre (série télévisée) : Miss. Baggot (épisode Eveline) / sœur (épisode The Timekeepers)
- 1965 - 1968 : Theatre 625 (série télévisée) : militante (épisode Home Sweet Honeycombe) / Bridie Mallon (épisode Esther's Altar)
- 1965 - 1968 : The Wednesday Play (série télévisée) : Katie Nolan (épisode Mrs. Lawrence Will Look After It) / Dora (épisode Kippers and Curtains) / sœur (épisode In Two Minds)
- 1968 : The Jazz Age (série télévisée) : femme (épisode The Assassin)
- 1970 : Never Mind the Quality, Feel the Width (série télévisée) : Sœur Theresa (épisode All That Glitters Is Not Gelt)
- 1971 : ITV Saturday Night Theatre (série télévisée) : Rose (épisode The Silver Collection)
- 1973 : Crown Court (série télévisée) : Sœur Joanna Forbush (épisode Freakout: Regina v Marlow: Part 3)
- 1966 - 1974 : Dixon of Dock Green (série télévisée) : Jean Montelbetti (épisode Jack the Lad) / Mary Collins (épisode The Executioners)
- 1978 : Teems of Times (série télévisée) : Mrs. Kelly (4 épisodes)
- 1979 : Whose Child? (film TV) : Sally Conway
- 1980 : Strumpet City (série télévisée) : Mrs. Mulhall (6 épisodes)
- 1987 : Foreign Bodies (série télévisée) : Mrs. Fogarty
- 1987 : Vanity Fair (série télévisée) : Peggy O'Dowd (3 épisodes)
- 1988 : Streets Apart (série télévisée) : Mrs. Ferguson
- 1990 : The Real Charlotte (mini-série) : Norrie
- 1991 : Tick Tock (court-métrage) : la mère
- 1995 : The Hanging Gale (série télévisée) : Mrs. Denny
- 1996 : Fishing the Sloe-Black River (court-métrage) : Mrs. Conheeny
- 1997 : Les aventures d'Oliver Twist (film TV) : Mrs. Bedwin
- 1999 : Le voyage de la dernière chance (film TV) : Mrs. Hinds
- 1995 - 2000 : Glenroe (série télévisée) : Mynah Killeen (5 épisodes)
- 2001 : Ballykissangel (série télévisée) : Aubretia Cattermole (épisode In a Jam)
- 2001 : The Birthday (court-métrage) : Maureen
- 2003 : Two Fat Ladies (court-métrage) : Mary
- 2003 : The Return (film TV) : Fee Cullen
- 2005 : Malice Aforethought (film TV) : Mrs. Painter
- 2005 At Debt's Door (court-métrage) : Brigid
- 2006 : John Duffy's Brother (court-métrage) : Mrs. Goggins
- 2007 : Single-Handed (série télévisée) : Bridie (3 épisodes)
- 2007 : Prosperity (série télévisée) : la mère de Georgie (épisode Georgie's Story)
- 2008 : BitterSweet (série télévisée) : Auntie Kathleen
- 2009 : Inspecteur Gently (série télévisée) : Mrs Beaney (épisode Gently in the Night)
- 2009 - 2012 : Roy (série télévisée) : Mrs. Ryan (épisode Halo Goodbye) / vieille dame (épisode Roy's Review)
- 2012 - 2013 : Fair City (série télévisée) : Esther Roche (4 épisodes)